# Bedfont Sports FC
Bedfont Sports FC (celým názvem: Bedfont Sports Football Club) je anglický fotbalový klub, který sídlí v jihozápadním Londýně. Založen byl v roce 2002. Od sezóny 2018/19 hraje v Isthmian League South Central Division (osmá nejvyšší soutěž v Anglii). Klubové barvy jsou červená, černá a bílá.
Své domácí zápasy odehrává na stadionu Bedfont Recreation Ground s kapacitou 3 000 diváků.

## Získané trofeje
- Middlesex Premier Cup ( 1× )
  - 2009/10

## Úspěchy v domácích pohárech
Zdroj:
- FA Cup
  - Preliminary Round: 2011/12, 2013/14, 2015/16, 2016/17
- FA Vase
  - 3. kolo: 2016/17

## Umístění v jednotlivých sezonách
Stručný přehled
Zdroj:
- 2009–2012: Combined Counties League (Division One)
- 2012–2018: Combined Counties League (Premier Division)
- 2018– : Isthmian League (South Central Division)

Jednotlivé ročníky
Zdroj:
Legenda: Z - zápasy, V - výhry, R - remízy, P - porážky, VG - vstřelené góly, OG - obdržené góly, +/- - rozdíl skóre, B - body, červené podbarvení - sestup, zelené podbarvení - postup, fialové podbarvení - reorganizace, změna skupiny či soutěže
| Anglie (2009 – ) |                                             |        |    |    |    |    |     |    |     |    |        |
| Sezóny           | Liga                                        | Úroveň | Z  | V  | R  | P  | VG  | OG | +/- | B  | Pozice |
| 2009/10          | Combined Counties League (Division One)     | 10     | 40 | 20 | 8  | 12 | 71  | 48 | +23 | 68 | 9.     |
| 2010/11          | Combined Counties League (Division One)     | 10     | 36 | 21 | 8  | 7  | 80  | 47 | +33 | 71 | 4.     |
| 2011/12          | Combined Counties League (Division One)     | 10     | 34 | 25 | 5  | 4  | 84  | 34 | +30 | 80 | 2.     |
| 2012/13          | Combined Counties League (Premier Division) | 9      | 42 | 16 | 8  | 18 | 60  | 63 | -3  | 56 | 13.    |
| 2013/14          | Combined Counties League (Premier Division) | 9      | 42 | 11 | 12 | 19 | 52  | 79 | -27 | 45 | 17.    |
| 2014/15          | Combined Counties League (Premier Division) | 9      | 40 | 14 | 5  | 21 | 52  | 74 | -22 | 47 | 16.    |
| 2015/16          | Combined Counties League (Premier Division) | 9      | 42 | 15 | 9  | 18 | 70  | 60 | +10 | 54 | 13.    |
| 2016/17          | Combined Counties League (Premier Division) | 9      | 44 | 17 | 13 | 14 | 78  | 80 | -2  | 64 | 8.     |
| 2017/18          | Combined Counties League (Premier Division) | 9      | 42 | 29 | 6  | 7  | 104 | 58 | +46 | 93 | 2.     |
| 2018/19          | Isthmian League (South Central Division)    | 8      | 38 |    |    |    |     |    |     |    |        |